# ميخائيل اوتسوكا
ميخائيل اوتسوكا (بالإنجليزية: Michael Otsuka)‏ هو فيلسوف أمريكي، ولد في 15 سبتمبر 1964.